# V Brigada Aérea (Chile)
La V Brigada Aérea de la Fuerza Aérea de Chile se encuentra emplazada en la base aérea Cerro Moreno, al noreste de la ciudad de Antofagasta, región de Antofagasta. Anteriormente ocupaba las instalaciones del desaparecido aeródromo La Chimba.
Se encarga de controlar el espacio aéreo entre el río Loa y Vallenar.
En esta brigada se encuentran asentados los siguientes grupos:
- Grupo de Aviación N.º 7.
- Grupo de Aviación N.º 8.
- Grupo de Defensa Antiaérea N.º 21.
- Grupo de Telecomunicaciones y Detección N.º 31.
- Grupo Infantería de Aviación N.º 41.
- Grupo de Mantenimiento N.°51.
- Ala Base N.º 1.